# Yasujirō Shimazu
Yasujirō Shimazu (島津 保次郎 Shimazu Yasujirō?, Tokio, 3 de junio de 1897 - Tokio, 18 de septiembre de 1945) fue un director de cine y guionista japonés, pionero del género shomin-geki (drama popular) en los estudios Shōchiku en el Japón anterior a la Segunda Guerra Mundial.

## Biografía
Shimazu nació en 1897 en Tokio, como el segundo hijo del comerciante Otojirō Shimazu. Su padre era dueño de un negocio de algas con una larga trayectoria llamado Kōshū-ya, justo enfrente de los grandes almacenes Mitsukoshi en el barrio de negocios de Nihonbashi.
Shimazu ingresó en el estudio de cine Shochiku en 1920 después de responder a un anuncio e inicialmente trabajó con Kaoru Osanai. Debutó como director en 1921 en el recién fundado estudio Kamata de Shōchiku, dirigiendo películas tanto de comedia como de melodrama, a menudo representando la vida cotidiana de las clases medias bajas. Nuestra vecina, la señorita Yae (1934) y Un hermano y su hermana pequeña (1939) son consideradas sus películas más representativas y de mejor calidad. A finales de la década de 1930, comenzó a trabajar para los estudios Tōhō, donde realizó algunas películas en colaboración con la Asociación de Cine de Manchuria.
Murió de un cáncer de pulmón poco después de que terminara la guerra.
Muchos directores famosos, como Heinosuke Gosho, Shirō Toyoda, Kōzaburō Yoshimura y Keisuke Kinoshita, comenzaron sus carreras como su asistente.

## Filmografía parcial

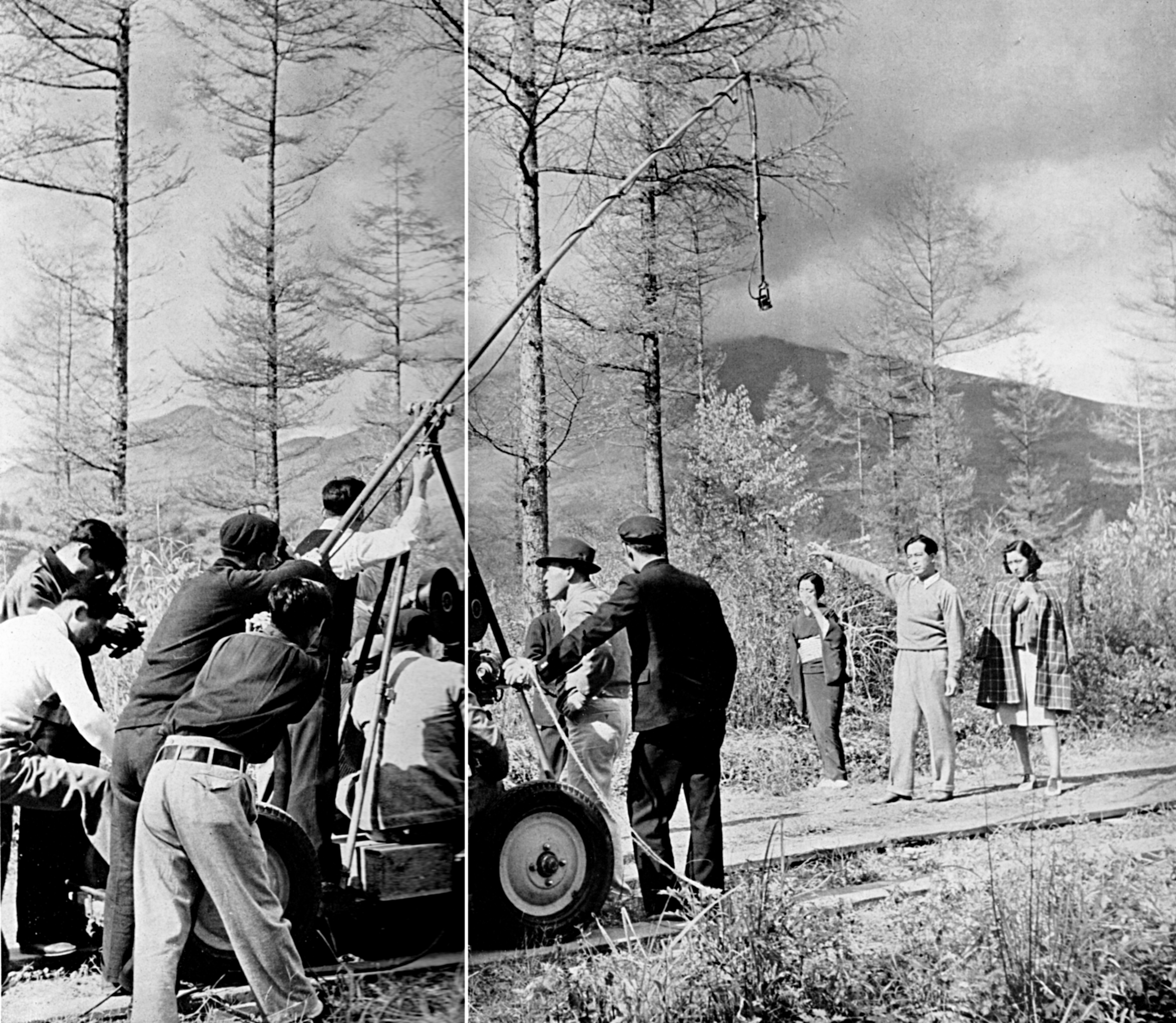
Yasujirō Shimazu (centro con sombrero) en el set de rodaje de Hikari to kage (1940) con Den Obinata y Setsuko Hara (izquierda).

A lo largo de su carrera, que se prolongó entre 1920 y 1944, dirigió alrededor de 160 películas.
- 1930: La bella (Reijin)
- 1931: Línea de vida ABC (ABC, Seikatsusen ABC)
- 1932: Primeros pasos en tierra (Jōriku dai ippo)
- 1934: Nuestra vecina, la señorita Yae (Tonari no Yae-chan)
- 1935: Okoto y Sasuke (Shunkinsho: Okoto to Sasuke)
- 1936: Reunión familiar (Kazoku kaigi)
- 1937: El compromiso de los tres cuervos (Kon'yaku sanbagarasu)
- 1937: Las luces de Asakusa (Asakusa no hi)
- 1939: Un hermano y su hermana pequeña (Ani to soto imōto)
- 1940: Totsugu hi made (嫁ぐ日まで)